# William Edwin Haesche
William Edwin Haesche (New Haven, Connecticut, 11 d'abril de 1867 - 26 de gener de 1929) fou un compositor estatunidenc.
Estudià en la Universitat Yale, cursà el violí amb Bernard Listeman, piano amb Ernst Perabo, teoria musical i composició amb Parker. Fou professor en el Col·legi Hollind.
Com a compositor se li deuen:
- A Forest Idylle;
- Fridhjof and Ingebor, poema simfònic;
- Springtime in Symphony in A-fiat;
- Young Lovel's Bride;
- Sonata in E-minor;
- The The Haunted Oak of Naunau;
- The South;
- Hungarian Dance;
- Souvenir de Wienawski, etc.